# To You…もう一度 feat. AZU
「To You…もう一度 feat. AZU」（トゥー・ユー もういちど フィーチャリング アズ）は、Sunyaの楽曲。Sunya・AZUが作詞、Sunyaが作曲を手掛けた。Sunyaの5枚目のシングルとして2011年11月16日にKi/oon Recordsから発売された。

## 収録曲

### CD
1. To You…もう一度 feat. AZU [5:09]
作詞：Sunya,AZU  作曲：Sunya　編曲：春川仁志
2. 走り出して 走り出して [5:11]
作詞：作曲：Sunya　編曲：
3. ありがとう [4:27]
作詞：作曲：Sunya　編曲：有木竜郎
4. To You…もう一度 feat. AZU -Instrumental-[5:09]